# حرائق غابات البرتغال 2017
حرائق غابات البرتغال 2017 هي سلسلة من حرائق الغابات القاتلة التي عبرت وسط البرتغال خلال الليل بين 17-18 يونيو 2017، مما أدى إلى ما لا يقل عن 62 حالة وفاة. وقعت معظم الوفيات في بيدروجاو غراندي عندما اجتاحت النار طريق مليء بالأشخاص الذين تم إجلاؤهم. وقد أرسل المسؤولون البرتغاليون أكثر من 1700 رجل إطفاء في جميع أنحاء البلاد لمكافحة الحرائق، كما أعلن رئيس الوزراء أنطونيو كوستا الحداد الوطني لمدة ثلاث أيام.

## الخلفية
كانت قد سبقت الحرائق موجت حر شديدة، حيث شهدت العديد من المناطق في البرتغال درجات حرارة تتجاوز 40 درجة مئوية. وخلال الليلة الفاصلة بين 17 و18 يونيو، اندلع ما مجموعه 156 حريق في جميع أنحاء البلاد، وخاصة في المناطق الجبلية 200 كم (120 ميل) شمال شرق لشبونة. بدأت الحرائق الأولية في بلدية بيدروجاو غراندي قبل أن تنتشر بشكل كبير. ولم يعرف سبب الحرائق بعد ظهر يوم 18 حزيران / يونيو؛ ومع ذلك، عواصف رعدية جافة سبقت الحدث وربما أشعلت بعض الحرائق.

## ردود الدولية

### الدولية
- الإمارات العربية المتحدة: بعث الشيخ خليفة بن زايد آل نهيان برقية تعزية ومواساة إلى الرئيس البرتغالي مارسيلو ريبيلو دي سوزا أعرب فيها عن خالص تعازيه وصادق مواساته له وللحكومة البرتغالية الصديقة والشعب البرتغالي وأسر الضحايا في حرائق غابات منطقة ليريا وسط البرتغال.[5]